# George Maior
George Cristian Maior (n. 16 noiembrie 1967, Cluj, România) este un diplomat și om politic român, fost senator din partea Partidului Social Democrat. Între octombrie 2006-ianuarie 2015 a îndeplinit funcția de director al Serviciului Român de Informații. Din 2015 până în 2021 a fost ambasadorul României în Statele Unite ale Americii. În prezent este ambasador al României în Regatul Hașemit al Iordaniei, preprezentându-și scrisorile de acreditare către regele Abdullah al II-lea la 1 septembrie 2021. 

## Biografie
George Cristian Maior s-a născut la data de 16 noiembrie 1967, ca fiu al istoricului Liviu Maior, ministru al învățământului în perioada 1992-1996, apoi ambasador în Canada. A urmat cursurile Facultății de Drept din cadrul Universității Babeș-Bolyai (1988-1991).
Licențiat în drept, George Cristian Maior a obținut în 1992 titlul de Master în Drept Internațional și Comparat al Universității George Washington, Washington D.C. În 1997 i-a fost acordat titlul de doctor în Drept Internațional, la Universitatea Babeș Bolyai din Cluj-Napoca. În anul 1998 a obținut titlul de doctor în drept internațional al Universității Babeș-Bolyai, cu teza de disertație cu denumirea Național și european în jurisprudența Curții Europene de la Strasbourg, nominalizată pentru Premiul Most acordat de UNESCO. În anul 2001 a absolvit Colegiul Național de Apărare din București.
După absolvirea masteratului, începând din anul 1992, lucrează ca diplomat în Ministerul Afacerilor Externe, în perioada 1997 - 1999 fiind însărcinat cu afaceri la Ambasada României în Irlanda. În perioada 2000-2004 a îndeplinit funcția de secretar de stat și șef al Departamentului pentru Integrare Euroatlantică și Politica de Apărare în cadrul Ministerului Apărării Naționale. În această calitate a coordonat, din punct de vedere strategic și militar, aderarea României la Organizația Tratatului Nord-Atlantic, soldată cu o integrare reușită și activă a României în alianță. A primit la data de 24 august 2004 gradul diplomatic de ambasador .
La alegerile din noiembrie 2004 a fost ales senator de Alba pe listele PSD. În această calitate, a fost  succesiv președinte al Comisiei de Apărare, Ordine Publică și Siguranță Națională al Senatului României și membru al Comisiei comune pentru exercitarea controlului parlamentar asupra SIE, membru al Comisiei pentru drepturile omului, culte și minorități (iunie 2005 - 5 octombrie 2006), vicepreședinte al Comisiei de anchetă pentru investigarea afirmațiilor cu privire la existența unor centre de detenție ale CIA sau a unor zboruri ale avioanelor închiriate de CIA pe teritoriul României dar și în Delegația Parlamentului României la Adunarea Uniunii Europei Occidentale. 
În noiembrie 2005 a participat ca singurul invitat român la seminarul internațional „Informațiile în secolul XXI”. El și-a înaintat demisia din Parlamentul României la data de 5 octombrie 2006, fiind înlocuit ca senator de Alba de către Liliana Lucia Tomoiagă.
Ca urmare a nominalizării președintelui României și a votului acordat de Parlamentul României, la 4 octombrie 2006, George Cristian Maior a devenit al patrulea director al Serviciului Român de Informații.
George Cristian Maior a fost acreditat în calitate de ambasador extraordinar și plenipotențiar al României în Statele Unite ale Americii de președintele României, prin decret prezidențial, la 29 iunie 2015, începându-și oficial mandatul odată cu prezentarea scrisorilor de acreditare președintelui Statelor Unite ale Americii, Barack Obama, la 17 septembrie 2015. În 2021 a fost rechemat.
Este profesor universitar și coordonator de doctorat în cadrul Departamentului de Relații Internaționale și Integrare Europeană al Școlii Naționale de Studii Politice și Administrative din București. A publicat numeroase articole și cărți referitoare la drepturile omului, concepte de drept public, precum și pe teme de relații internaționale, gândire strategică, studii de securitate și de intelligence.
Este invitat periodic să susțină prelegeri la universități, organizații și think-tank-uri de prestigiu precum Harvard Kennedy School of Government, George Washington University, American University, National Intelligence University, Atlantic Council, Center for Strategic and International Studies, Chicago Council on Global Affairs, Center for European Policy Analysis, AIPAC, etc.. De asemenea, George Cristian Maior este membru al consiliului de onoare al
,,National Student Leadership Foundation.”
George Cristian Maior este comandor al Ordinului Național „Steaua României” cea mai înaltă distincție acordată de statul român, precum și cavaler al Ordinului Național „Serviciul Credincios”. În 2017, Directorul Agenției Centrale de Informații (CIA) l-a decorat pe George Cristian Maior cu „Medalia Earl Warren”, în semn de apreciere pentru parteneriatul remarcabil cu Statele Unite ale Americii și excepționala activitate demonstrată la conducerea Serviciului Român de Informații (SRI). În aprilie 2014 a fost decorat cu ordinul „Legiunii de Onoare” în grad de cavaler, conferit de președintele Franței. De asemenea, i-au fost conferite titlurile de Doctor Honoris Causa al Academiei Tehnice Militare din București, al Universității  Andrei Șaguna din Constanța și al Universității de Vest din Timișoara. 

## Viața de familie
Este căsătorit cu Anamaria Buzura, fiica scriitorului Augustin Buzura. Căsătoria a fost oficiată la Starea Civilă a Sectorului 2 din București. Împreună, soții au doi copii.

## Distincții
Ca o recunoaștere a competenței și profesionalismului dovedit în procesul reformelor și dezvoltării României, lui George Maior i-au fost conferite următoarele distincții:
- Doctor Honoris Causa conferit de către Academia Tehnica Militara (28 iulie 2015)[6]
- Doctor Honoris Causa conferit de către Universitatea Andrei Șaguna din Constanța (5 mai 2015)[7]
- Doctor Honoris Causa Beneficiorum Publicorum conferit de către Universitatea de Vest din Timișoara (octombrie 2014)
- Ordinul ,,Legiunii de Onoare” în grad de Cavaler conferit de președintele Franței (aprilie2014) [8]
- Ordinul Național „Steaua României” în grad de Comandor (martie 2013)[8]
- Ordinul Național ,,Steaua României” în grad de Ofițer (martie 2010)[8]
- Ordinul Național ,,Steaua României” în grad de Cavaler (decembrie 2008)[8]
- Ordinul național ,,Serviciul Credincios" în grad de Cavaler (noiembrie 2002) [9]
- ,,Meritorious Service Medal of Alabama” conferit de către guvernatorul statului Alabama[8]
- Medalia ,,Earl Warren” oferita de Directorul Agenției Centrale de Informații (CIA) (mai 2017) [10]

## Premii
- 1998: teza de doctorat, “Drept național și european în jurisprudența Curții Europene de la Strasbourg”, a fost nominalizată la premiul MOST acordat de UNESCO;
- 2004: diplomă de onoare a Academiei Tehnice Militare pentru merite deosebite în susținerea, dezvoltarea și modernizarea învățământului politehnic militar și a cercetării științifice universitare;
- 2009: premiul special al Salonului Cărții Românești de la Iași, pentru publicația “Noul Aliat – regândirea politicii de apărare a României la începutul secolului XXI”, editura RAO, București;
- 2012: premiul revistei Balcanii și Europa pentru “vocația pentru siguranță și cooperare internațională în domeniul securității”;
- 2013: premiul revistei Intelligence pentru “contribuții deosebite la dezvoltarea culturii de securitate”;
- 2013: premiul de excelență al Fundației Colegiului Național de Apărare;
- 2014: premiul Galei de excelență în civism “ între oameni”, sub egida Academiei Române, în domeniul “diplomație și politici de securitate”.

## Lucrări publicate

### Cărți
- Despre intelligence, 2014 [11]
- Spion pentru eternitate. Frank Wisner, 2014 [11]
- Incertitudine. Gândire strategică și relații internaționale în secolul XXI, ediția a doua, Ed. RAO, București, 2014;
- coordonator Spionii – cine sunt, ce fac?, Ed. RAO, București, 2013;
- coordonator Ars Analytica – provocări și tendințe în analiza de intelligence, Ed. RAO, București, 2013;
- Noul Aliat – regândirea politicii de apărare a României la începutul secolului XXI, (ediția a doua, revizuită și adăugită), Ed. RAO, București, 2012;
- co-editor Cunoaștere strategică în zona extinsă a Mării Negre, Ed. RAO, București, 2011;
- coordonator Un Război al Minții – Intelligence, servicii de informații și cunoaștere strategică în secolul XXI, Ed. RAO, București, 2010;
- Incertitudine – gândire strategică și relații internaționale în secolul XXI, Ed. RAO, București, 2009;
- Noul aliat - regândirea politicii de apărare a României la începuturile secolului XXI (Ed. RAO, București, 2009) [12][13]
- Intelligence and Human Rights in the Era of Global Terrorism (co-autorat), Stanford University Press; (re-editată), 2008;
- Transformarea politicii de apărare a României. Trei teme de reflecție strategică , Occasional Paper 5 (III). București: Institutul pentru Studii Politice de Apărare și Istorie Militară, 2004;
- România - o perspectivă asupra reformei interne și a integrării în NATO, în Defense Policy Trends in the 21st Century, Centrul pentru Studii de Securitate, Zürich, Elveția, 2003;
- Defence Policy Developments: Old and New Missions for the Armed Forces în The European Officer and the Challenge of the New Missions, Institute of Social Sciences, Miklos Zrinyi National Defense University Press, Budapesta, 2002;
- editor Bridging the Gap in Civil-Military Relation: Democratization, Reform, and Security, Ed. Enciclopedică, București, 2002;
- Globalization of Civil-Military Relations: Democratisation, Reform and Security, Ed. Enciclopedică, București, 2002;
- Dunărea, securitatea și cooperarea europeană în secolul XXI” (ediție bilingvă româno-engleză), Ed. Enciclopedică, București, 2002;
- Riscuri, provocări și oportunități în spațiul Mării Negre (editată în cooperare cu J.F.Kennedy School of Government, Harvard University), Ed. Monitorul Oficial, București, 2002;
- Concepte de drept public european, Ed. Enciclopedică, București, 1997.

### Lucrări în colaborare
- autor cuvânt-înainte și capitol în 7 teme fundamentale pentru România, de Dungaciu, Iuga, Stoian (eds), Ed. RAO, București, 2014;
- autor cuvânt-înainte și studiu în Cum se conduce o țară – ghid antic pentru liderii moderni. Marcus Tullius Cicero”, de Philip Freeman, Ed. RAO, București, 2013;
- co-autor Intelligence and Human Rights in the Era of Global Terrorism, Praeger Security International, Westport, Connecticut, London, 2007;
- co-autor Reforma Militară Românească și Integrarea în NATO (limba engleză), Centrul pentru Studii Românești, Iași; Oxford Press, Palm Beach, Portland, 2002;

### Cuvânt înainte
- autor introducere Bătălia pentru NATO. Raport personal, de Ioan Mircea Pașcu, ediția a doua, Ed. RAO, București, 2014;
- autor cuvânt-înainte Winston Churchill. Tânărul titan, de Michael Selden, Ed. RAO, București, 2014;
- autor cuvânt-înainte în Ținuturi de frontieră – o călătorie geopolitică în Eurasia, de George Friedman, Ed. RAO, București, 2013;
- autor cuvânt-înainte în Lev Troțki – o viață de revoluționar, de Joshua Rubenstein, Ed. RAO, București, Ed. Eikon, Cluj – Napoca, 2013;
- autor cuvânt-înainte în Analiza de intelligence – o abordare din perspectiva teoriilor schimbării, de Ionel Nițu, Ed. RAO, București, 2012;
- autor prefață în Eminența Sa, Cardinalul Richelieu și ascensiunea Franței (versiunea în limba română), de Jean-Vincent Blanchard, Ed. Eikon, Cluj – Napoca, 2012;
- autor cuvânt-înainte în Ironia isoriei americane, de Reinhold Niebuhr, Ed. RAO, București, 2012;
- autor prefață în Bismarck – O viață (versiunea în limba română) de Steinberg Jonathan, Ed. Eikon, Cluj – Napoca, 2012;
- autor cuvânt-înainte, în Războiul tăcut. Introducere în universul informațiilor secrete (versiunea în limba română), de Shulsky Abram și Schmitt Gary, Ed. Polirom, Iași, 2008;
- autor cuvânt-înainte în 5 ani în fruntea DST. Misiunea imposibilă, de Jean Rochet, Ed. Fundația Culturală Română, București, 2008;
- autor prefață în Destrămarea națiunilor – ordine și haos în secolul XXI (versiunea în limba română), de Cooper Robert, Ed. Univers Enciclopedic, București, 2007;

### Articole
- Servicii apreciate, în "Foreign Policy România", nr. iul-aug, 2013;
- Managing Change: The Romanian Intelligence Service in the 21st Century”, în International Journal of Intelligence and Counter Intelligence, vol.25, nr.2, Ed. Routledge (Taylor & Francis Group), 2012;
- Asigurarea contrateroristă, în "Foreign Policy România", nr. 30, 2012;
- SRI în era informațională. Argument pentru o viziune strategică, în "Revista Română de Studii de Intelligence", nr.5, iunie, 2011;
- Dimensiunea de intelligence, în "Foreign Policy România", nr. 25, 2011;
- Scutul antirachetă și eroarea de percepție a Moscovei , în "Foreign Policy România", nr. 23, 2011;
- Istoricism, legalism și teoretizare în studiul intelligence-ului, în Revista Română de Studii de Intelligence, nr. 1-2, decembrie, 2009;
- The Black Sea Region in an Enlarged Europe: Changing Patterns, Changing Politics, în Mediterranean Quarterly, vol. 16, numărul 1, Duke University Press, 2005;
- Bridging the Gap in Civil-Military Relations in Southeastern Europe. Romania’s Defense Planning Case”, în Mediterranean Quarterly, No.2, Spring, Duke University Press, 2003;
- From Hardware to Software Reforms in Romania’s Civil Military Relations. The Policies of Personnel Management” în Baltic Defense Review, vol. 2, nr.8, 2002;

### Colaborări
Din 2005, colaborator al revistei Cultura, în cadrul rubricii “Carnet Diplomatic”:
- “Irak, Afganistan și terorismul global: sensul noilor războaie ale secolului al XXI-lea”;
- “Rachete intercontinentale și scuturi antiracheta: deocamdată arme politice”;
- “Teorii ale conspirației: obsesii, stereotipuri și prejudecăți”;
- “Echilibrul puterii în era globalizării”;
- “Să facem din serviciile de informații “servicii inteligente”. Eventual mai “deștepte”;
- “America: excepționalism și geopolitică”;
- “Uberpower - Josef Joffe despre tentația imperială a Americii“;
- “Robert Cooper despre “Ordine“ și “Haos“ în secolul XXI“;
- “Robert Kaplan despre gândirea strategică în relațiile internaționale“
- “Cruciadele sfârșesc prost”;
- “Diplomați sau poștași?”.